# Citheronia sepulcralis
Citheronia sepulcralis är en fjärilsart som beskrevs av Augustus Radcliffe Grote och Robinson 1865. Citheronia sepulcralis ingår i släktet Citheronia och familjen påfågelsspinnare. Inga underarter finns listade i Catalogue of Life.

## Bildgalleri

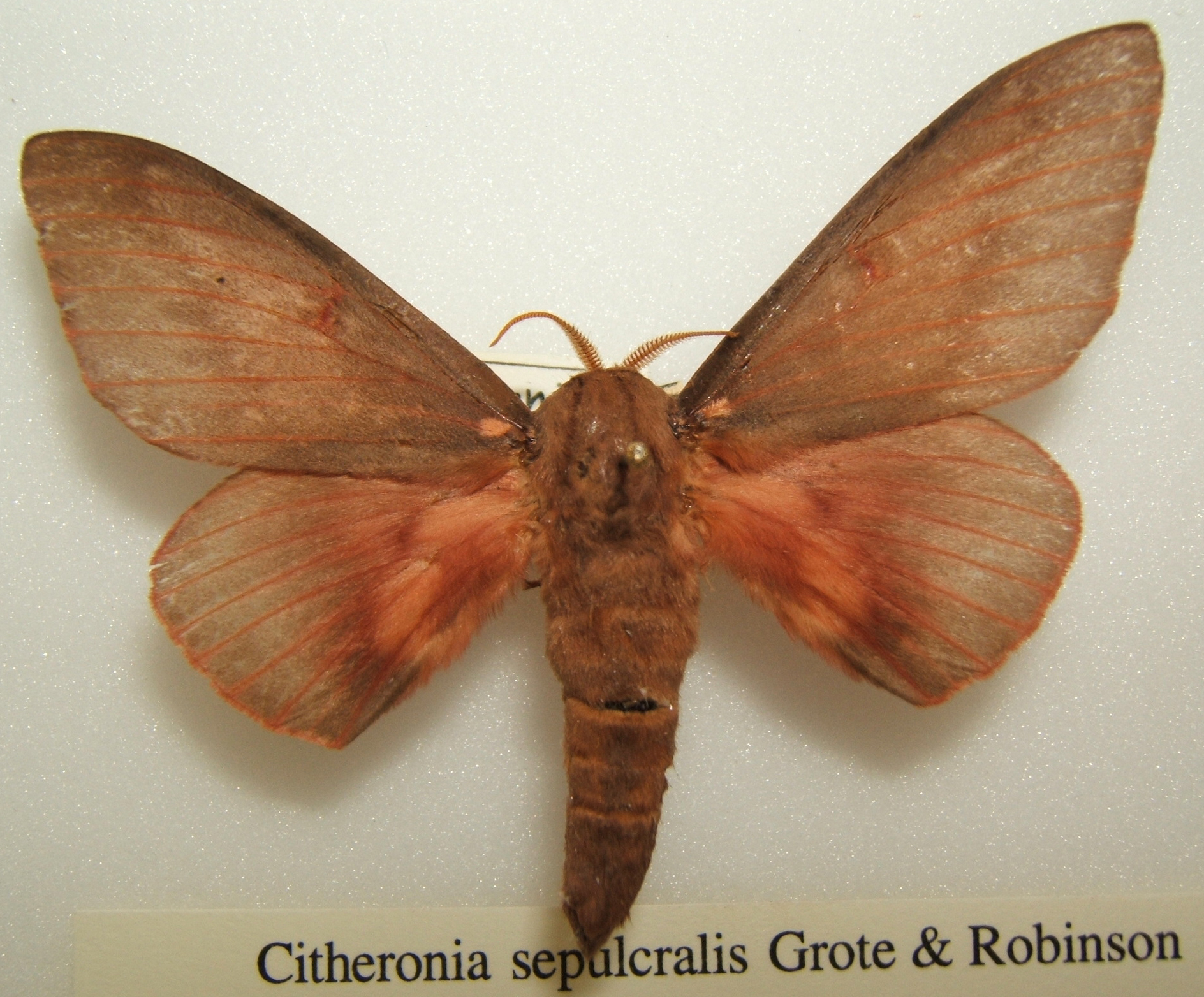